# 울산 구 삼호교
울산 구 삼호교(蔚山 舊 三湖橋)는 울산광역시 남구 무거동에 있는 일제강점기의 건축물이다. 2004년 9월 4일 대한민국의 국가등록문화재 제104호로 지정되었다. 2025년 7월 21일 폭우로 인하여 파손되었다.

## 개요
일제 강점기에 군수산업을 효과적으로 관리할 목적으로 건설된 울산 지역 최초의 근대식 철근콘크리트조 교량이다.

## 같이 보기
- 삼호교

## 참고 자료
- 울산 구 삼호교 - 국가유산청 국가유산포털